# Hockeria micra
Hockeria micra är en stekelart som beskrevs av Halstead 1990. Hockeria micra ingår i släktet Hockeria och familjen bredlårsteklar. Inga underarter finns listade i Catalogue of Life.